# Andre Johnson
Andre Lamont Johnson (Miami, Florida, 11 de julio de 1981), más conocido como Andre Johnson, es un exjugador profesional estadounidense de fútbol americano que se desempeñó en la posición de wide receiver en la National Football League (NFL). Es miembro del Salón de la Fama del Fútbol Americano Profesional.

## Carrera
Johnson jugó como profesional doce temporadas en Houston Texans (2003-2014), después pasó a Indianapolis Colts (2015), luego a Tennessee Titans, donde jugó una temporada (2016), y fue el equipo en el que se retiró.

## Reconocimiento
El 17 de enero de 2024, fue seleccionado para ser miembro del Salón de la Fama del Fútbol Americano Profesional.